# Jasło
Jasło ([ˈjaswɔ]ⓘ) es una ciudad del sudeste de Polonia. Localizada en el Voivodato de Subcarpacia (desde el año 1999), anteriormente formaba parte del Voivodato de Krosno (1975-1998). Se encuentra en el corazón de la Doły, y su altitud media es de 380 m s. n. m., aunque hay algunas colinas situadas dentro de los límites de la ciudad. El Santo Patrón de Jasło es San Antonio de Padua.

## Historia
La Masacre de Galitsia, dirigida por Jakub Szela (nacido en Smarżowa), comenzó el 18 de febrero de 1846. En ello, muchos nobles y sus familias fueron asesinados por los campesinos. Unidades Szela fueron rodeando y atacando casas señoriales y los asentamientos ubicados en tres condados - Sanok, Jasło y Tarnów. La revuelta se fue de las manos y los austríacos tuvieron que dejarlo.
Jasło fue casi completamente destruida durante la Segunda Guerra Mundial.

## Ciudades Hermanadas
- Makó, Hungría, desde 1998.
- Trebišov, Eslovaquia, desde 2006.
- Bardejov, Eslovaquia, desde 1999.
- Truskavets, Ucrania, desde 2005.
- Hodonín, República Checa, desde 2006.
- Camposampiero, Italia, desde 2002.
- Praga, República Checa, desde 2008.